# CX 58 Radio Clarín
CX 58 Radio Clarín urugvajska je radijska postaja u privatnom vlasništvu sa sjedištem u glavnom gradu Montevideu. Pokriva područje cijelog Urugvaja.
Radio se usavršio u biranju i puštanju tanga i južnoameričke, posebno izvorne urugvajske glazbe.
Cjelokupni radijski program, uglavnom glazbeni, prenosi se na španjolskom jeziku na frekvenciji od 580 AM-a.
Snaga odašiljača iznosi 2 KW i za dnevni i za noćni program.
Postaja je članica trgovačko-lobističke udruge ANDEBU, koja brani i štiti prava odašiljača radijskih i televizijskih programa.